# マイル・ハイ・クラブ

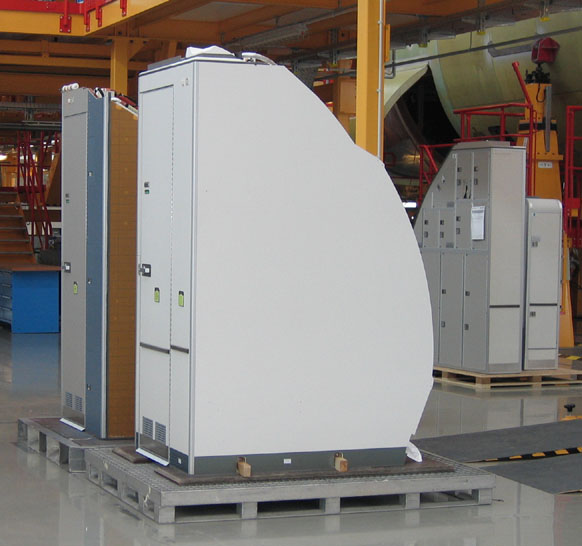
設置前の飛行機のトイレ

マイル・ハイ・クラブ（mile high club）は英語のスラングで、フライト中の飛行機で性交をしたことのある人間をいう。
そのような行為をする動機については、飛行機の振動がよいのだという説明がされたり、パイロットや客室乗務員（あるいはメカノフィリアの一種で飛行機そのもの）におかしな憧れを抱いているためだと言われたりもする。タブーをおかしたり、ひとに見つかるかもしれないスリルが魅力だとも言われる。

## 歴史
この概念について言及がされた比較的初期の例として、18世紀ロンドンのジェントルメンズ・クラブであるブルックスで行われていた賭けの台帳がある。1785年（モンゴルフィエ兄弟が初めての気球飛行に成功してわずか2年後である）の記録に次のようなものがある。「チャムリー卿がダービー卿に2ギニー払い、地上から1,000ヤードの高さにあがった気球のなかで女性と性交できれば500ギニーを受け取る」（実際に金が賭けられたのか、あるいは性交に成功したと主張されたらどう確かめるのか、といったことについての記述はない）。
第一次世界大戦中には、ドイツ空軍のエースパイロット、オズヴァルト・ベルケが、コックピットに看護婦をのせて上官から処分を受けている。とはいえ、これでベルケをマイル・ハイ・クラブの最初のメンバーとみなせるかについては疑わしい。コックピットは窮屈であるし、パイロットは常に手足を操縦桿やラダーペダルのにかけている必要があるからだ。そのためただおもしろ半分で乗せたのだろうとも言われている。
パイロットでエンジニアのローレンス・スペリーと社交界の名士だったドロシー・ライス・シムズは、飛行中の航空機のなかでセックスをした最初の人物といわれている。二人が乗ったオートパイロットのそなわったカーチスのフライングボードは1916年11月にニューヨーク付近を飛行した。
アメリカの国家運輸安全委員会は、1991年に起こったパイパー PA-34の墜落事故について、飛行中の性行為が少なくとも部分的には事故の原因であると報告している。
2007年11月、BBCが「航空会社がA380マイル・ハイ・クラブを禁止」というヘッドラインでニュースを報じた。A380はエアバスA380のことで、ファーストクラスの客室にはダブルベッドをいれることができるのだが、シンガポール航空の客室は防音仕様ではなかったため、新らしい座席・ベッドを導入した直後に、シンガポール航空はファーストクラスの旅行客に対して他の乗客への配慮をもとめた、という内容だった。

## 傾向
2010年代に行われた調査では、アメリカ人の9%が航空機の座席で、17%が航空機のトイレで、5%が航空機で初めて出会った人と、3％が乗務員と、性的な行為をしたことがあると回答している。

## 報道された事例
航空機に搭乗中の性行為についてメディアから報じられた例には以下のようなものがある。
- ヴァージン・アトランティックやヴァージン・オーストラリアなどを傘下にするヴァージン・グループの創業者でオーナーでもあるリチャード・ブランソンは、19歳のときに（1969年頃）飛行機のトイレでマイル・ハイ・クラブに入会したと主張している。ブランソンは後から相手が人妻だったことを知り、それ以上の交際に発展することはなかったという 。
- 1999年10月、ダラスからマンチェスターに向かうアメリカン航空のフライトに乗った2人の客がビジネスクラスの他の客の前で「性行為」に及んだために逮捕された[9]。事件後は嵐のようなマスコミ報道が起きたため、逮捕された2人は職を失うことになった。
- 2005年、ロンドンからジャマイカ行きを予定していたブリティッシュ・エアウェイズのフライトがバミューダ諸島行きに変更になった。このフライトに乗っていたトレヴァー・ブレイクとニコラ・フィッツジェラルドの2人のカップルが、おそらくすでに酩酊した状態からさらに機内でビールやワインを飲酒し、客室乗務員に脅迫行為を行ったためである。ニコラは乗務員用のジャンプシートでブレイクにラップ・ダンス（英語版）を踊っているところを自席に戻るように乗務員から注意されていた。2人は最終的に自分たちの席で身体を拘束される事態になった。この2人はのちに、イギリスへの帰着するまでに航空機のトイレで2度セックスをしたとも証言している。ブレイクは禁固刑がくだり、ニコラには社会奉仕活動が命じられた[10][11][12]。
- 2006年、フライト中に制止されても性行為をやめなかったことなどを理由に逮捕されたカップルがメディアの注目を集めた。カップルの弁護士は2人は性行為をしていたわけではなく、男性が体調を崩して女性のひざに頭をあずけて休んでいただけだと主張している。
- 2007年、イギリスの俳優レイフ・ファインズは、カンタス航空の客室乗務員リサ・ロバートソンとムンバイ行きのフライト中にセックスをしていたというスキャンダルに巻き込まれた。はじめは否定していたが、2人がフライト中にトイレでセックスをしていたことが確実になり、客室乗務員は停職処分をうけたのちカンタス航空から解雇された[13]。

## 合法性
BBCは航空機でのセックスは合法かどうかを調査した記事を掲載している。結論としては、その性行為を衆人の前で行っていたかどうかなど、さまざまな要素が関係しており一概にはいいがたい。たとえばイギリスの法律が適用されると、誰でも立ちいれるトイレという場所でセックスをしたら、2003年性犯罪法(Sexual Offences Act 2003)により、最大で6か月の拘禁刑に処せられる可能性がある。
また、国際線のフライトの場合、出発地や目的地の国、航空会社のある国、航空機が登録された国籍、またおそらく関係する人々の国籍などによっても適用される法律は異なる。 
2011年1月、イギリスで航空業界を監督する民間航空局（Civil Aviation Authority）は、グロスタシャーにある航空機チャーターサービスの会社マイル・ハイ・フライト(Mile-High Flights)がフライト中の乗客がにセックスをさせているという理由で、営業許可の更新を拒否した。
「クラブ」に入会したい人向けに、その目的に特化したチャーター機による特別フライトを提供するサービスはアメリカにも存在している。